# Galerie Parterre
Die Galerie Parterre ist eine kommunale Galerie des Bezirksamts Pankow von Berlin. Sie befindet sich im Berliner Ortsteil Penzlauer Berg.

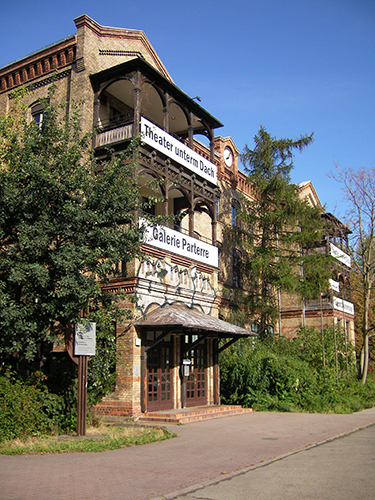
Eingang Galerie Parterre

## Überblick
Gezeigt werden Einzel- und Gruppenausstellungen zeitgenössischer Künstler zu aktuellen Themen der Gegenwart. Die Galerie Parterre ist neben der Galerie Pankow und der Prater Galerie die dritte kommunale Galerie im Bezirk Pankow. 

## Geschichte
Die Galerie Parterre entstand 1998 und sitzt im ehemaligen Verwaltungsgebäude der IV. städtischen Gasanstalt Berlin. Das denkmalgeschützte Gebäude beherbergt auch das Theater unterm Dach. Die Galerie ist zusammen mit dem Theater unterm Dach und der Veranstaltungsstätte WABE Teil des Kulturzentrums im Ernst-Thälmann-Park. Bis 2023 wurde die Galerie von der Kunstwissenschaftlerin Kathleen Krenzlin geleitet. Ein Schwerpunkt der Ausstellungen bildete die Kunst nach 1945. Seit 2023 ist der Kunsthistoriker Björn Brolewski Leiter der Galerie und zuständig für Programm und Organisation.

## Ausstellungen
Pro Jahr werden fünf bis sechs Ausstellungen realisiert. Ein  Veranstaltungs- und Vermittlungsprogramm begleitet die Ausstellungen. Dazu gehören neben Lesungen und Kunstvermittlung für Kinder auch Workshops, die zum Teil mit den ausstellenden Künstlern durchgeführt werden.

## Kunstsammlung Pankow
Die Kunstsammlung des Bezirkes Pankow ist angegliedert an die Galerie. Die Sammlung umfasst ca. 4.000 Werke. Den Kern der Sammlung bilden die seit den 1960er Jahren in den Ostberliner Bezirken getätigten Ankäufe, darunter Werke von Charlotte E. Pauly, Klaus Roenspieß, Kurt Wanski.